# Peter Schöngen
Peter Schöngen (* 12. Oktober 1943; † 1. Juli 2014 in Aachen) war ein deutscher Fußballspieler.

## Zeit als Aktiver
Schöngen spielte von 1963 bis 1966 beim TSV Marl-Hüls in der damaligen zweitklassigen Fußball-Regionalliga West. Für den TSV Marl-Hüls bestritt er 62 Spiele. Im Sommer 1966 wechselte Schöngen innerhalb der Liga zu Alemannia Aachen. In seiner ersten Spielzeit für Aachen 1966/67 schaffte er mit dem Verein den Aufstieg in die Fußball-Bundesliga. In seiner letzten Saison 1968/69 wurde er mit Alemannia Aachen Vizemeister. Nach einem Foul von Jupp Heynckes konnte er nur zwei Saisonspiele bestreiten. Daraufhin musste er mit 25 Jahren verletzungsbedingt seine Karriere beenden. Er kam auf 33 Ligaeinsätze für die Alemannia und zu drei Einsätzen in der Aufstiegsrunde 1967.

## Nach dem aktiven Fußball
Nach seiner aktiven Laufbahn blieb er Alemannia Aachen treu. In den 1990er Jahren war er an der Seite von Gerd vom Bruch als sportlicher Leiter bei Aachen tätig. Schöngen verstarb am 1. Juli 2014 in Aachen.

## Erfolge
- Aufstieg in die Fußball-Bundesliga: 1966/67
- Deutscher-Vizemeister: 1968/69
- DFB-Pokal: Halbfinale 1966/67, Viertelfinale 1968/69